# Falcon (rakieta)

Rodzina rakiet Falcon – od Falcona 1 do Falcona Heavy

Falcon (z ang. Sokół) – rodzina rakiet nośnych wielokrotnego użytku, produkowanych i używanych przez prywatną amerykańską firmę SpaceX.
Do tej rodziny należą rakiety nośne Falcon 1, Falcon 9 oraz Falcon Heavy. Falcon 1 odbył swój pierwszy udany lot 28 września 2008 roku, po kilku nieudanych wcześniejszych próbach. Większa rakieta, należąca do klasy rakiet EELV, czyli Falcon 9, odbyła swój pierwszy lot 4 czerwca 2010 roku, który zakończył się pełnym sukcesem. Falcon 9 jest przeznaczony do wielokrotnego użytku. SpaceX aktualnie ma w produkcji pierwszą rakietę do wynoszenia ciężkich ładunków, czyli Falcon Heavy, której pierwszy start Testowy odbył się z kompleksu startowego nr 39 centrum Kennedy’ego 6 lutego 2018 roku. Ładunkiem był samochód Tesla Roadster.

## Nazwa
Elon Musk, prezes SpaceX, wyjaśnił, że nazwa rakiety Falcon pochodzi od nazwy Sokoła Millennium z filmu Gwiezdne wojny.

## Aktualnie używane rakiety

### Falcon 9 "Full Thrust"
Falcon 9 Full Thrust jest to zmodernizowana wersja Falcona 9 v1.1. Po raz pierwszy została użyta 22 grudnia 2015 roku podczas misji ORBCOM-2 wystrzelonej z platformy SLC-40 w Cape Canaveral. Pierwszy człon posiada zmodernizowany zbiornik na ciekły tlen, który jest schładzany do bardzo niskich temperatur, co zwiększa jego gęstość i pozwala na zatankowanie  większej ilości niż przy poprzedniej wersji rakiety. Drugi człon również posiada większy zbiornik na paliwo. Te modernizacje pozwoliły na zwiększenie osiągów rakiety o 33%.

### Falcon Heavy
Falcon Heavy jest ciężką rakietą nośną. Zbudowana jest z 3 zmodyfikowanych członów rakiety Falcon 9 oraz jednego drugiego członu tejże rakiety. Zadebiutowała 6 lutego 2018 r. wysyłając samochód Tesla Roadster Elona Muska na orbitę heliocentryczną.

## Nieużywane rakiety

### Falcon 1

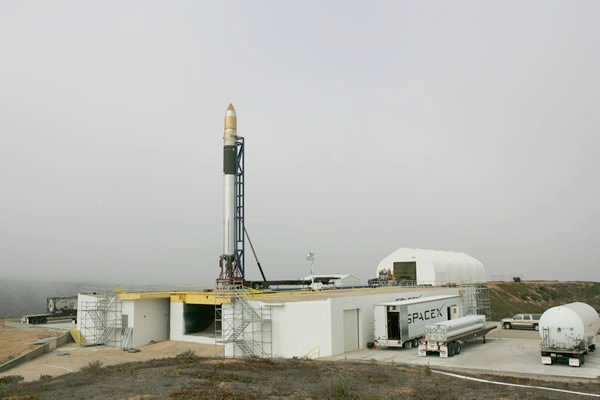
Falcon 1 na wyrzutni SLC-3W w Vandenbergu, jednak przez opóźnienia została zdjęta i ostatecznie wystrzelona z Kwajalein

Falcon 1 jest małą dwustopniową rakietą o udźwigu 570 kg na LEO, Falcon startował z poligonu testowego armii USA, pierwszy lot odbył się 26 marca 2006 roku, lecz był nieudany z powodu pęknięcia przewodu paliwowego. 28 września 2008 rakieta z sukcesem osiągnęła orbitę.

#### Falcon 1e
Falcon 1e jest zmodernizowaną wersją Falcona 1, posiada większą owiewkę i może wynieść cięższy ładunek, jest o 6,1 metrów dłuższy od Falcona 1. W grudniu 2010 roku rakieta Falcon 1e widniała na liście rakiet obok Falcona 1. Jednakże wersja 1e nie poleciała, ani nie jest planowany jej lot, SpaceX bardziej skupił się na rozwoju Falcona 9 oraz komercyjnych lotów statku Dragon na ISS.

### Falcon 9 v1.0

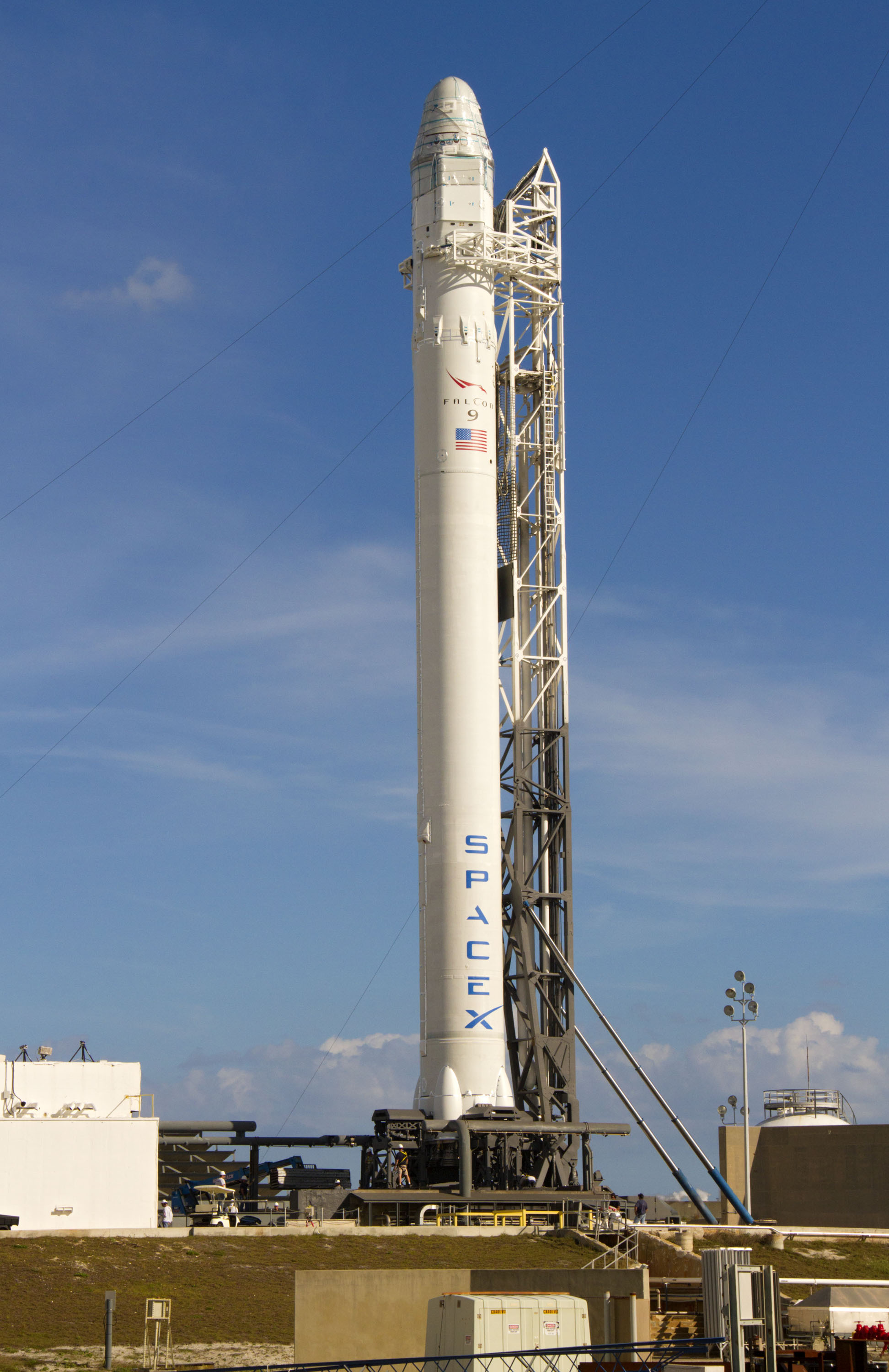
Falcon 9 v1.0 na platformie startowej LC-40

Pierwsza wersja rakiety Falcon 9, była projektowana w latach 2005–2010, a pierwszy lot odbył się 4 czerwca 2010 roku. Wersja v1.0 wykonała tylko 5 lotów w latach 2010–2013 i przez ten czas wynosiła tylko statek Dragon, nie wyniesiono żadnego ładunku wymagającego owiewki.

### Falcon 9 v1.1
Falcon 9 v.1.1 był projektowany w latach 2010–2013, swój pierwszy lot odbył we wrześniu 2013 roku. Wersja 1.1 jest o 60% cięższa od wersji 1.0, produkuje też o 60% więcej ciągu. Posiada zmodernizowane silniki Merlin 1D, wprowadzenie tych zmian zwiększyło maksymalny udźwig z 9 do 13,15 ton.

## Anulowane projekty rakiet

### Falcon 5
Pięciosilnikowa wersja rakiety Falcon, jej rozwój został porzucony na rzecz większej rakiety jaką był Falcon 9. Podobnie jak Falcon 9 rakieta byłaby wielokrotnego użytku.

### Falcon 9 Air
W grudniu 2011 Stratolaunch Systems ogłosił, że we współpracy ze SpaceX stworzy wielostopniową rakietę opartą na technologii Falcona 9, która będzie wystrzeliwana ze stratosfery.
27 listopada 2012 roku Stratolaunch ogłosił jednak współpracę z Orbital Sciences Corporation zamiast SpaceX, porzucając tym samym rozwój rakiety Falcon 9 Air.